# Threshold (jeu vidéo)
Pour les articles homonymes, voir Threshold.
Threshold est un jeu vidéo de type shoot'em up publié par On-Line Systems en 1981 sur Apple II avant d’être porté sur Atari 8-bit, Atari VCS, Commodore 64, Commodore VIC-20 et Thomson MO - TO. A l’aide du joystick, le joueur contrôle un vaisseau spatial – le Treshold – et est chargé de protéger les routes commerciales de la galaxie contre des attaques. Il affronte ainsi 24 types de vaisseaux spatiaux différents, répartis en six groupes de quatre types, chacun avec son propre schéma d’attaque. Ces ennemis sont ainsi plus ou moins rapides et peuvent lui tirer dessus ou foncer directement sur lui tel des kamikazes. D’autres peuvent même se téléporter et ainsi réapparaitre n’importe où à l’écran,. Le joueur détruit peut détruire ses ennemis à l’aide d’un canon laser qui s’échauffe s’il tire trop fréquemment, ce qui l’empêche alors de l’utiliser jusqu’à ce qu’il refroidisse. Si le joueur survit à quatre vagues d’attaquants, le jeu se met en pause, son canon laser se refroidit et son vaisseau mère le ravitaille en carburant.